# Landsbygd

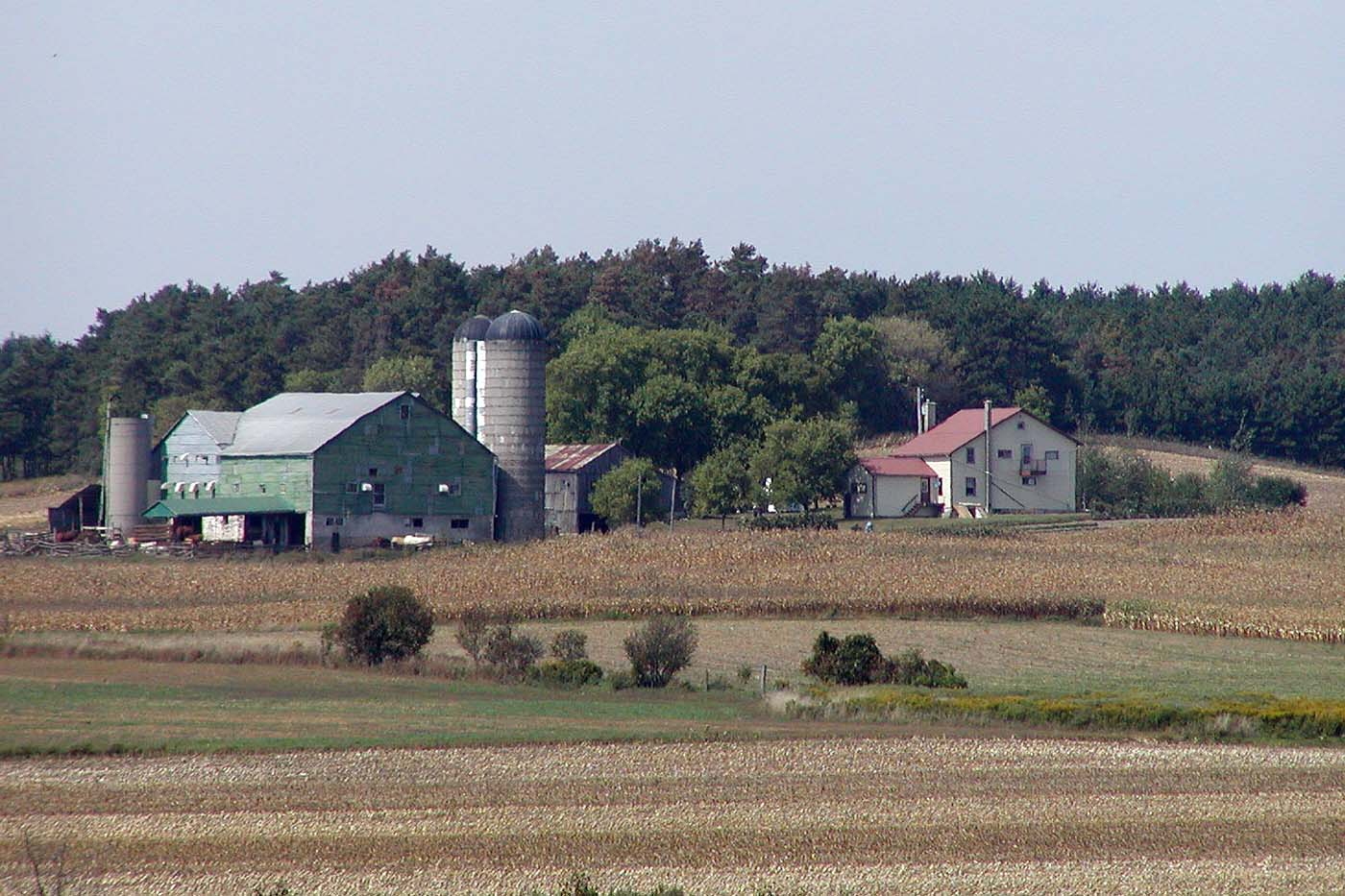
Bondgård i Ontario i Kanada.

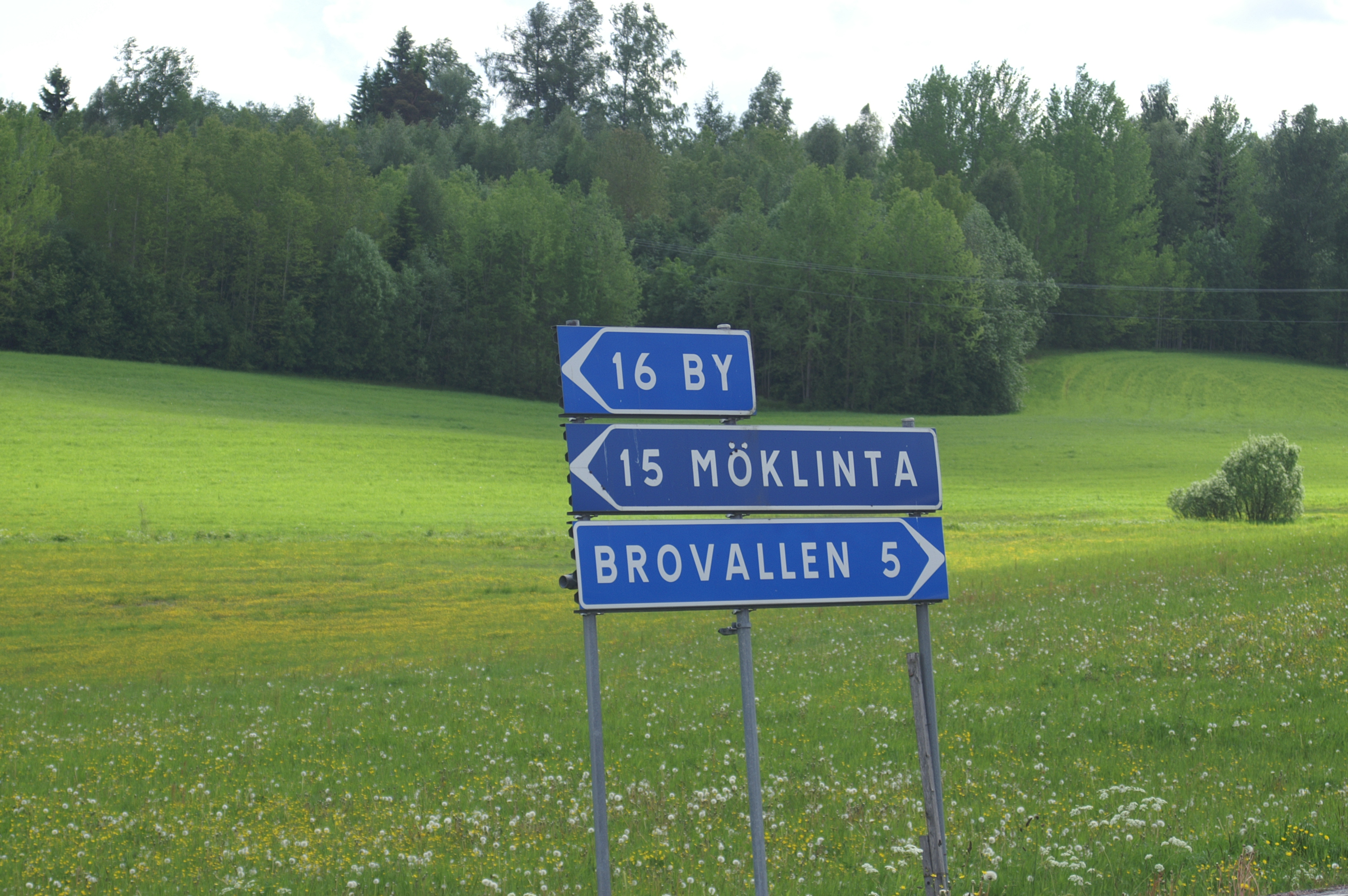
Vägskylt belägen på landsbygden i Dalarna.

Landsbygd kallas ett område med lantlig bebyggelse. Termen används ofta som motpol till stad, och ofta avser den alla områden belägna mellan städerna. Ordet ska inte förväxlas med landsorten, som betecknar "landet utom huvudstaden" (till exempel Stockholm i Sverige).

## Sveriges landsbygd
I Sverige finns inte någon vedertagen definition om vad som är landsbygd. Olika definitioner används för olika syften.
Statistiska centralbyrån definierar dock en landsbygdskommun som en kommun där mer än 6,4 procent av de folkbokförda invånarna är sysselsatta inom jordbruks- och skogssektorn, där kommunen har en tätortsgrad under 70 procent och som inte är glesbygdskommun.
Glesbygdsverket definierade områden som ligger 5–45 minuters bilresa från tätorter med mer än 3 000 invånare som tätortsnära landsbygd.
Tillväxtanalys har en klassificering som utgår från befolkningstäthet och befolkningsstorlek. Hänsyn tas även till avstånd till större städer. Enligt denna definition finns sex kommuntyper. Denna definition bör främst användas när man vill relatera till mer specifika förutsättningar och potentialer i generella och övergripande beskrivningar av kommuner i ett landsbygdsperspektiv.
- Mycket glesa landsbygdskommuner – kommuner med hela befolkningen i rurala områden och med minst 90 minuters genomsnittlig resväg till en tätbebyggelse med minst 50 000 invånare (15 kommuner).
- Glesa landsbygdskommuner – kommuner med minst 50 procent av befolkning i rurala områden och mindre än 50 procent av befolkningen med mindre än 45 minuters resväg till en tätbebyggelse med minst 50 000 invånare (45 kommuner).
- Tätortsnära landsbygdskommuner – kommuner med minst 50 procent av befolkning i rurala områden och minst 50 procent av befolkningen med mindre än 45 minuters resväg till en tätbebyggelse med minst 50 000 invånare (70 kommuner).
- Glesa blandade kommuner – övriga kommuner med mindre än 50 procent av befolkning i rurala områden och mindre än 50 procent av befolkningen med mindre än 45 minuters resväg till en tätbebyggelse med minst 50 000 invånare (28 kommuner).
- Täta blandade kommuner – övriga kommuner med mindre än 50 procent av befolkning i rurala områden och minst 50 procent av befolkningen med mindre än 45 minuters resväg till en tätbebyggelse med minst 50 000 invånare (103 kommuner).
- Storstadskommuner – kommuner med mindre än 20 procent av befolkning i rurala områden och en med angränsande kommuner samlad folkmängd på minst 500 000 (29 kommuner).